# Столиці України
Столицею України є багатомільйонне місто Київ.

## Історичні столиці
М.Вінграновський запропонував розрізняти 14 столиць України, але його дослідження не включало кілька інших історичних центрів.

### Середні віки
- Київ — столиця Київської Русі з 860 до 1132 р., і удільного Великого князівства Київського з 1132 до 1240 р.
- Галич — столиця князя Галицько-Волинської держави у 1199—1206 роках, і з 1238 року
- Галич, Холм — столиці князя Данила Романовича (1238—1253), і короля Данила Романовича (1253—1264)

### Козацька доба
- Острів Хортиця — столиця Запорізької Січі, збудована князем Дмитром Вишневецьким-Байдою у 1554 році.
- Запорізька Січ — столиця гетьманів Христофора Косинського, Григорія Лободи, Матвія Шаули. Гетьман Северин Наливайко
- Київ — столиця гетьмана Петра Конашевича-Сагайдачного
- Запорізька Січ — столиця гетьманів Марка Жмайла, Тараса Трясила, Івана Сулими, Павла Павлюка, Якова Остряниці, Дмитра Гуні, Карпа Скидана
- Чигирин — столиця гетьманів Богдана Хмельницького, І. Виговського та П. Тетері (1648—1665).
- Гадяч — столиця гетьмана Лівобережної України Івана Брюховецького (1663—1668).
- Чигирин — столиця гетьмана Петра Дорошенка (1665—1676).
- Немирів — столиця князя Сарматії Юрія Хмельницького (1678—1681).
- Батурин — столиця гетьманів Дем'яна Многогрішного, Івана Самойловича та Івана Мазепи (1669—1709).
- Глухів — остання гетьманська столиця Івана Скоропадського, Павла Полуботка, Данила Апостола та Кирила Розумовського (1708—1764, з перервами)

### Державні утворення у складі Габсбурзької монархії
- Львів — Королівство Галичини та Володимирії
- Чернівці — Герцогство Буковина

### Визвольні змагання (УНР)
- Київ — столиця Центральної Ради. Президент Михайло Грушевський (1917—1918), Української Держави П. Скоропадського (1918) та Директорії УНР (1918—1919).
- Вінниця (тричі у період 1918—1920)
- Коростень (14 — 15 та 24 — 26 лютого 1918 р.)
- Рівне (у квітні 1919)
- Кам'янець-Подільський (з 22 березня 1919 по листопад 1920 — столиця УНР)
- Кілька інших населених пунктів перебували у статусі столиці дуже короткий час через переміщення лінії фронту.

### СтолиціЗахідноукраїнської Народної Республіки
- Львів — 1—21 листопада 1918 р.
- Тернопіль — 21 листопада 1918 р. — 2 січня 1919 р.
- Станіславів — 2 січня 1919 р. — початок травня 1919 р.

### «Тимчасовий робітничо-селянський уряд України»
- Курськ (на території РРФСР) — 28 листопада 1918 р.
- Суджа (територія, спірна між РРСФР та УНР, зараз у складі Росії) — 29 листопада 1918 р. — 27 грудня 1918 р.
- Білгород (територія, спірна між РРСФР та УНР, зараз у складі Росії) — 27 грудня 1918 р. — січень 1919 р.

### Радянський період (УСРР, УРСР)
- Харків — столиця більшовицької України: 3 січня 1919 — 25 червня 1919 р. (до окупації Добровольчою армією), 11 грудня 1919 р. — 24 червня 1934 р.
- Київ — столиця УРСР: 1934—1991, з перервою з 19 вересня 1941 р. до 7 листопада 1943 р. (німецька окупація Києва)

### Друга світова війна
- Ужгород  — столиця Карпатської України (8 жовтня — 10 листопада 1938 р.)
- Хуст — столиця Карпатської України (10 листопада 1938 р. — травень 1939 р.)
- Львів — столиця Української Незалежної держави проголошеної ОУН у червні 1941 р.
- Рівне під час німецької окупації у 1941—1944 роках було центром Рейхскомісаріату «Україна».

### Відновлення незалежності
- Київ — столиця незалежної України з 1991 року.